# Walter M. Meier

Walter M. Meier (1986)

Walter Max Meier (* 26. September 1926; † 13. Februar 2009; heimatberechtigt in Trub) war ein Schweizer Kristallograph und Professor an der ETH Zürich und der Universität Zürich.

## Leben
Meier absolvierte von 1943 bis 1945 eine Laborantenlehre am Organisch-Chemischen Institut der Universität Bern. Von 1945 bis 1947 machte er eine Fachausbildung am Technikum Winterthur an der Abteilung für Chemie, das er mit dem Diplom als Chemiker abschloss. Es folgten zwei Jahre praktische Tätigkeiten in der chemischen Industrie in England und der Schweiz. Von 1949 bis 1954 studierte er an der Abteilung für Mathematik und Physik der ETH mit Diplomabschluss in Physik. Anschliessend war er bis 1957 ein Postgraduate Student am Imperial College in London. Das Studium schloss er mit dem DIC (Diplom Imperial College) und mit einem Ph. Doctor in physikalischer Chemie ab. Von 1957 bis 1960 arbeitete er in den Gates and Crellin Laboratories am California Institute of Technology in Pasadena, USA. 1960/61 arbeitete er am Department of Chemistry am Massachusetts Institute of Technology in Cambridge (Massachusetts). Von 1961 bis 1966 war er Hauptlehrer für Physik am Technikum Winterthur. Meier wurde 1966 zum ausserordentlichen Professor für Kristallchemie und Mineralsynthese der ETH Zürich und der Universität Zürich gewählt. Die Beförderung zum ordentlichen Professor für das gleiche Lehrgebiet, das gleichzeitig in Kristallographie, insbesondere Kristallchemie, umbenannt wurde, erfolgte an beiden Hochschulen im Jahr 1973. Meier hatte die Kristallographie-Doppelprofessur bis zu seiner Emeritierung im Jahre 1992 inne.

## Forschung
Meier war besonders auf dem Gebiet der Zeolithe (Molekularsiebe) aktiv, wobei er sich auf die Synthese von neuen Zeolithen und speziell auf deren kristallographische Charakterisierung konzentrierte. Aufgrund der industriellen Bedeutung der Zeolithe geschah dies immer in enger Zusammenarbeit mit der Industrie. Meier war massgeblich am Aufbau der Internationalen Zeolite Association beteiligt und veröffentlichte ein Standardwerk über Zeolithstrukturen, das mehrfach neu aufgesetzt wurde und ein unverzichtbares Nachschlagewerk war.

## Ehrungen und Auszeichnungen
- 1972: Mineralogical Society of America[4]
- 1989: Georg-Agricola-Medaille der Deutschen Mineralogischen Gesellschaft[5]

## Publikationen (Auswahl)
- Ion exchange, salt inclusion and ion sieve properties of synthetic zeolites. Thesis Imperial College London, 1957.
- mit David H. Olson: Atlas of zeolite structure types. 1. Auflage. Polycrystal book Service, Pittsburgh 1978.
- Christian Baerlocher, Lynne B. McCusker, David H. Olson: Atlas of zeolite structure types. 6., überarb. Auflage, Walter M. Meier gewidmet. Elsevier, Amsterdam 2007. ISBN 978-0-444-53064-6.